# Discapseudes surinamensis
Discapseudes surinamensis är en kräftdjursart som beskrevs av Mihai Bacescu och Modest Gutu 1975. Discapseudes surinamensis ingår i släktet Discapseudes och familjen Parapseudidae. Inga underarter finns listade i Catalogue of Life.